# Дуранго-Дуранго Эмакумин Сариа
Дуранго-Дуранго Эмакумин Сариа (исп. Durango-Durango Emakumeen Saria) — шоссейная однодневная велогонка, проходящая по территории Испании с 2001 года.

## История
Гонка была создана в 2001 году и сразу вошла в Женский мировой шоссейный календарь UCI. В 2008 году не проводилась.
Всегда проводится вместе с одной из местных гонок. Сначала проходила за день-два до многодневки Эмакумин Бира. После её прекращения в 2020 году прошла с однодневкой Классика Сан-Себастьяна, а с 2021 года проходит через день-два после многодневки Тура Страны Басков.
Старт и финиш гонки располагается в Дуранго (автономном сообществе Страна Басков), а дистанция состоит из двух разных кругов. Сначала следует основной круг длиною 18 км через Беррис, Элоррио и Абадьяно. А затем финальный круг. Изначально он был длиною 30 км и включал двойное восхождение на Монтекальво. С 2016 года чтобы повысить зрелищность финальный круг изменили, убрав подъём на Монтекальво. Его длина осталось прежней, а сам он стал включать двойное восхождение на Гоюрия (5,5 км со средним градиентом 5% и максимальным 17%), который начинает соответственно в Гараи и Момоитио. Общая протяжённость дистанции составляет от 110 до 120 км.

## Призёры
| Год  | Победитель           | Второй               | Третий                 |
| ---- | -------------------- | -------------------- | ---------------------- |
| 2001 | Сара Феллони         | Рут Мартинес         | Роза Мария Браво       |
| 2002 | Жоан Сомарриба       | Марта Вилахосана     | Роза Мария Браво       |
| 2003 | Жоан Сомарриба       | Энерис Итурриага     | Эдита Пучинскайте      |
| 2004 | Жоан Сомарриба       | Йоланта Поликевичюте | Эдита Пучинскайте      |
| 2005 | Мирьям Мельхерс      | Трикси Воррак        | Тереза Сенфф           |
| 2006 | Сюзанн Юнгског       | Дорте Лозе           | Тереза Сенфф           |
| 2007 | Эдита Пучинскайте    | Мирьям Мельхерс      | Марта Бастианелли      |
| 2009 | Ноэми Кантеле        | Юдит Арндт           | Эмма Юханссон          |
| 2010 | Марианна Вос         | Эмма Юханссон        | Аннемик ван Влётен     |
| 2011 | Марианна Вос         | Эмма Юханссон        | Юдит Арндт             |
| 2012 | Эмма Пули            | Шарлотта Беккер      | Юдит Арндт             |
| 2013 | Марианна Вос         | Эмма Юханссон        | Эвелин Стивенс         |
| 2014 | Марианна Вос         | Элизабет Армитстед   | Эмма Юханссон          |
| 2015 | Эмма Юханссон        | Катажина Невядома    | Елена Чеккини          |
| 2016 | Меган Гарнье         | Элиза Лонго Боргини  | Эмма Юханссон          |
| 2017 | Аннемик ван Влётен   | Шара Гиллоу          | Эйдер Меринос Кортасар |
| 2018 | Анна Ван дер Брегген | Аннемик ван Влётен   | Сабрина Стултинс       |
| 2019 | Люси Кеннеди         | Аманда Спратт        | Сорайя Паладин         |
| 2020 | Аннемик ван Влётен   | Анна Ван дер Брегген | Элиза Лонго Боргини    |
| 2021 | Анна Ван дер Брегген | Аннемик ван Влётен   | Сесилие Уттруп Лудвиг  |
| 2022 | Паулина Ройяккерс    | Вероника Эверс       | Сесилие Уттруп Лудвиг  |
| 2023 | Эшли Молман          | Ане Сантестебан      | Клэр Стилз             |
| 2024 | Седрин Кербаоль      | Эвита Мьюзик         | Талита Де Йонг         |
| 2025 | Isabella Holmgren    | Эвита Мьюзик         | Талита Де Йонг         |